# A Gifted Man
A Gifted Man é uma série de televisão norte-americana de drama médico exibido CBS em 23 de setembro de 2011. O folhetim é protagonizado por Patrick Wilson, interpretando a Dr. Michael Holt, dono do fictício hospital Holt, Estados Unidos. A série é focada nele que teve sua vida mudada depois que sua ex-mulher Anna Paul, interpretada por Jennifer Ehle, morre, mas continua se comunicando com seu ex-marido. Diferentes casos médicos e pessoais são encontrados nessa série. Ainda tem Pablo Schreiber como Anton Little Creek, um xamã amigo da irmã de Michael Holt, Christina, interpretada por Julie Benz. No elenco temos também Rachelle Lefevre como Dra. Kate Sykora, a diretora da Clínica Sanando que tem uma relação afetiva com Michael. Rhys Coiro é o Dr. Zeke Barnes, "ex-fumante" amigo da falecida esposa de Michael, Anna Paul. E por fim, Margo Martindale é Rita Perkins-Hall, secretária do protagonista que sempre o ajuda a sair das confusões em que ele se mete. 
Em 10 de maio de 2012, a série foi cancelada pela CBS.